# Andy Pilger

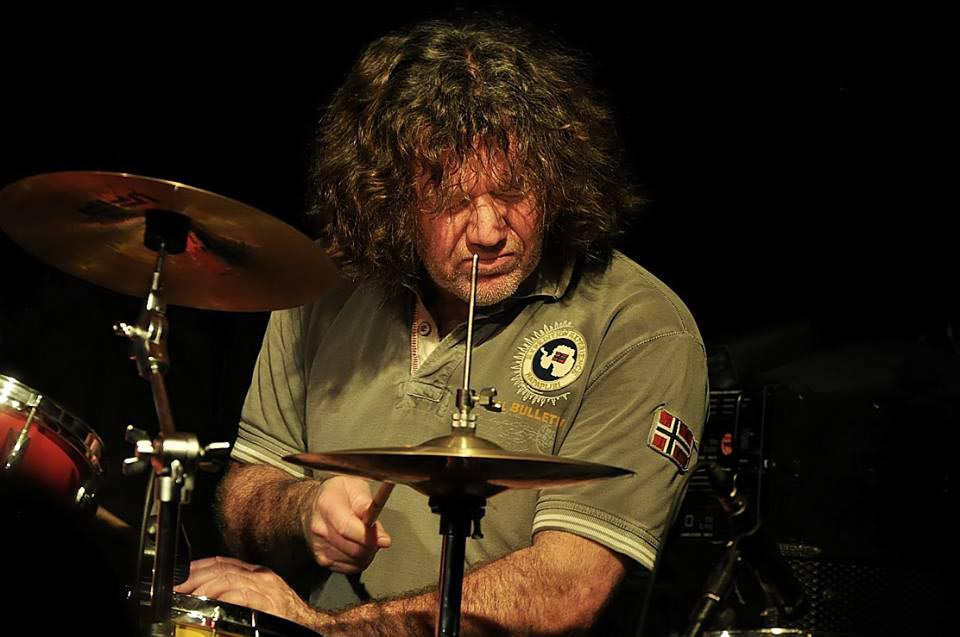
Andy Pilger im Steinbruch Duisburg

Andy Pilger ist ein deutscher Schlagzeuger.

## Leben und Werk
Mit vier Jahren bekam Andy Pilger Unterricht auf dem Akkordeon und dem Klavier, mit neun Jahren Schlagzeugunterricht an der Niederrheinischen Musikschule in Duisburg. 1978 wurde er Bundespreisträger bei Jugend musiziert und Preisträger bei Jugend jazzt. Er war Mitglied des Landesjugendorchesters und des Bundesstudentenorchesters. Es folgte Privatunterricht bei Sperie Karas (Schlagzeuger der WDR Bigband) und bei Ronnie Stephenson (SFB-Bigband, Paul Kuhn).
Er studierte von 1980 bis 1987 sowohl Klassisches Schlagzeug als auch Jazz Schlagzeug an der Kölner Hochschule für Musik. Während des Studiums hatte er erste Fernsehauftritte bei Peter Horton´s Café in Takt (ARD) und beim Pop Nachwuchsfestival 1983 in Würzburg und nahm u. a. Privatunterricht bei David Garibaldi und Mike Clarke während eines USA Aufenthaltes. Er spieltet unter anderem mit Christoph Spendel, Wolfgang Engstfeld, Alex Oriental Experience und wurde 1984 für das Album Rumba Ibiza der Axel Fischbacher Group mit dem Preis der Deutschen Phono Akademie ausgezeichnet. Danach folgten Auftritte mit der Günther Noris Bigband, der HR Bigband sowie Künstlerbegleitungen von Caterina Valente, Bill Ramsey, Gitte, Howard Carpendale, Harald Juhnke, Joy Fleming, Karel Gott, Marlène Charell, Götz Alsmann, und den Weather Girls folgten.
Von 1988 bis 2018 war er die Erstbesetzung beim Starlight Express in Bochum. Als Mitglied der Stella Promotion Band Musical Friends spielte er Konzerte, Tourneen und Marketing Events mit Helen Schneider, Uwe Kröger, Andy Bieber, Pia Douwes, Peter Hoffmann und Stevie Woods.
Währenddessen wirkte er in Musicalproduktionen mit, u. a. an der Deutschen Oper am Rhein, der Oper Köln, der Komischen Oper Berlin, dem Musiktheater im Revier, dem Staatstheater Kassel, dem Aalto-Theater Essen, dem Theater Dortmund, dem Theater Krefeld/Mönchengladbach, dem Theater Ludwigshafen, den Städtischen Bühnen Münster, der Oper Bonn, dem Theater Bremen, der Neuen Philharmonie Westfalen und den Ruhrfestspielen Recklinghausen. Mit der Neuen Philharmonie Westfalen begleitete er Lang Lang und Herbie Hancock auf ihrer Welttournee in der Philharmonie Essen und auf dem North Sea Jazz Festival in Rotterdam.
Als einziger deutscher Drummer begleitete er 1990 alle Künstler beim Grand Prix d’Eurovision de la Chanson (dem heutigen Eurovision Song Contest) in Zagreb.
Er spielte Smooth Jazz Live Gigs mit Kirk Whalum, Gerald Albright, Erik Marienthal, Brian Culbertson, Keiko Matsui, Paul Brown, Vonda Shepard, Gabriella Anders, Rick Braun, Marc Antoine, Brian Simpson und Richard Elliot.
Seit 2000 organisiert er monatlich seine eigenen Jazz-Sessions, u. a. im Jazzkeller Krefeld (Funky Friday), im Steinbruch Duisburg (Groove Attack, Funk Attack, Power Attack, Smooth Attack und Brendas Night), im Grammatikoff (Sonja LaVoice & Friends) sowie im Messajero in Mönchengladbach die Reihe Yes we Jam zusammen mit René Pütz.